# Un baile de máscaras
Un baile de máscaras (título original en italiano, Un ballo in maschera) es una ópera en tres actos con música de Giuseppe Verdi y libreto en italiano de Antonio Somma, basado en el libreto de Eugène Scribe para la ópera Gustave III de Daniel-François Auber, que se basó vagamente en el hecho histórico del asesinato del rey Gustavo III de Suecia. El tema era bien conocido porque había sido usado por otros compositores, incluyendo a Auber para su ópera de 1833 Gustave III, ou Le Bal masqué, y más tarde por Saverio Mercadante para su ópera Il reggente en 1843.
En 1792, el rey de Suecia, Gustavo III, fue asesinado, como resultado de una conspiración política contra él. Recibió un tiro mientras estaba en un baile de máscaras y murió 13 días más tarde por sus heridas. Para el libreto, Scribe conservó los nombres de algunas de las figuras históricas implicadas, la conspiración y el asesinato en un baile de máscaras. El resto de la obra - las caracterizaciones, el romance, la adivinación del futuro, etc. - es invención de Scribe y la ópera no es exacta históricamente.
Sin embargo, para convertirse en Un baile de máscaras que se conoce hoy, la ópera de Verdi (y su libreto) se vio obligado a sufrir una serie de transformaciones, causadas por una combinación de normas de censura tanto en Nápoles como en Roma, así como por la situación política en Francia en enero de 1858.

## Historia
Para un relato completo de la evolución de la ópera que con el tiempo se convertiría en Un baile de máscaras, véase Gustavo III (Verdi)

### Composición

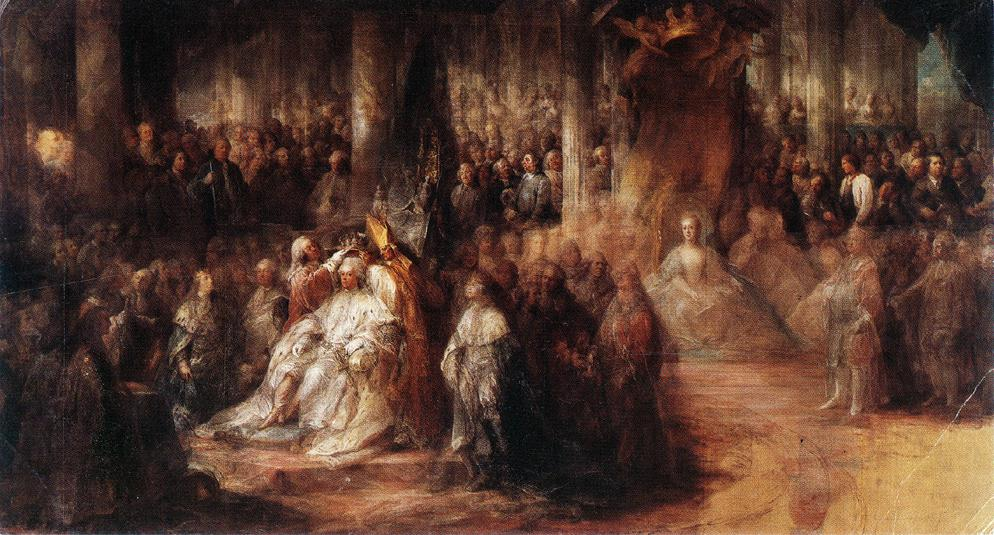
Coronación de Gustavo III según el pintor de origen sueco Carl Gustaf Pilo.

La obra de Scribe original, está basada en el asesinato de Gustavo III de Suecia el 16 de marzo de 1792 en un baile de máscaras, como parte de una conspiración política. Jacob Anckarström fue el victimario. En la obra de Scribe aparece como un estrecho amigo del rey. El dato curioso es que el acontecimiento tuvo lugar en los salones de la Opera de Estocolmo. 
Eugène Scribe preparó el libreto para el músico Daniel François Esprit Auber quien compuso sobre este una "ópera histórica" llamada Gustave III, ou Le Bal masqué en cinco actos en 1833. El mismo argumento fue tomado por el libretista Salvatore Cammarano para una ópera de Mercadante llamada Il reggente en 1843. La ópera de Verdi es más conocida y representada que estas.
1857De Gustavo III a Una vendetta in domino
Verdi la tituló inicialmente Gustavo III. Las ideas independentistas estaban en el orden del día en una Italia dominada aún por el Imperio austríaco por lo que los censores no podían pasar por alto una obra donde se asesinaba a un rey. 
Un encargo del Teatro San Carlos en Nápoles a principios del año 1857 llevó a Verdi a empezar a supervisar la finalización del libreto (también por Somma) para Re Lear con el propósito de presentar la ópera terminada durante la temporada de carnaval de 1858. Cuando esto demostró que era impracticable, Verdi volvió al tema del asesinato del rey Gustavo III tal como se describe en la ópera de Scribe y Auber, aunque no una narrativa históricamente apropiada.
Somma asumió el nuevo reto y un libreto conocido como Gustavo III fue presentado a los censores en Nápoles a finales de 1857. Para noviembre, Verdi informó a Somma que se habían suscitado objeciones y revisiones demandadas por los censores, la más significativa de las cuales fue rechazar la representación de un monarca en escena - y especialmente el asesinato del monarca.
Tal como ocurrió con Rigoletto, se propusieron cambios en los nombres de los personajes y títulos (el rey de Suecia se convirtió en el duque de Pomerania; Ackerstrom se convirtió en el conde Renato) y la ubicación se cambió de Estocolmo a Stettin. 
Trabajando junto a Somma a lo largo de las Navidades, Verdi se acomodó a estos cambios. Pidieron a Somma que cambiase los nombres de los personajes en el libreto de Gustave mientras Verdi trabajaba en terminar los borradores de la música.  El nombre de la ópera pasó a ser Una vendetta in domino. 
Para el 9 de enero de 1858, antes de prepararla para Nápoles, Verdi escribió desde su casa al San Carlos que "la ópera está hecha e incluso aquí yo estoy trabajando en la partitura completa". El compositor entonces viajó a Nápoles y justo cuando iban a empezar los ensayos de Un vendetta, el 14 de enero de 1858, tres italianos intentaron asesinar al emperador Napoleón III en París.
1858Los censores bloquean Una vendetta
La imposición de nuevas exigencias por el censor provocaron la ira de Verdi.  Rompió su contrato y fue demandado por la gerencia del Teatro San Carlos.  Esto le hizo que lanzara una contra-reclamación contra el teatro por daños y, con el tiempo, la lucha legal terminó.
1859Una vendetta se convierte en Un ballo in maschera
Cuando los temas legales se resolvieron en pocos meses, Verdi fue libre de presentar el libreto y el esquema musical de Gustave III (que fue básicamente Una vendetta con los nombres de los personajes y los lugares cambiados) al Teatro de la Ópera de Roma.  Allí, los censores pidieron ulteriores cambios.
Verdi tuvo que trasladar su acción de Europa a una "inocua" gobernación británica en el Nuevo Mundo. Así la acción se traslada a Boston, a finales del siglo XVII y en vez de un rey, aparece como rol principal Riccardo, el conde de Warwick. En este punto, la ópera se convirtió en Un ballo in maschera ambientado en Norteamérica.

### Representaciones
Fue estrenada el 17 de febrero de 1859, en el Teatro Apollo de Roma con gran éxito. En España se estrenó el 31 de enero de 1861, en el Gran Teatro del Liceo de Barcelona. Se estrenó en Nueva York el 11 de febrero de 1861 y en el Reino Unido el 15 de junio de ese año.
En el siglo XX, especialmente después de una producción de 1935 en Copenhague, se han hecho más frecuentes las representaciones de la ópera usando la ambientación escandinava original pero usando el título que Verdi hubo de ponerle: Un ballo in maschera (Un baile de máscaras).  El 7 de enero de 1955, Marian Anderson, cantando el papel de Ulrica, rompió la "barrera de color" en la Metropolitan Opera, convirtiéndose en la primera artista afrodescendiente que apareció con esa compañía.
Una "reconstrucción hipotética" e Gustavo III, basada en un original sin orquestar y gran parte de Una vendetta se "injertaron" en la partitura de Un ballo, para una producción de la Ópera de Gotemburgo en Gotemburgo, Suecia en 2002.
La ópera se ha convertido en un hito del repertorio y ahora se representa frecuentemente. En las estadísticas de Operabase aparece la n.º 26 de las cien óperas más representadas en el período 2005-2010, siendo la 15.ª en Italia y la séptima de Verdi, después de La Traviata, Rigoletto, Aida, Nabucco, El trovador y Falstaff.

## Personajes
| Personaje BO: Ambientación original en Boston SW: Ambientación y personajes suecos                                                                                        | Tesitura              | Elenco del estreno (ambientación en Boston), 17 de febrero de 1859 (Director: - ) |
| --- | --------------------- | --------------------------------------------------------------------------------- |
| BO: Riccardo, conde de Warwick y gobernador de Boston SW: Gustavo, rey de Suecia                                                                                          | tenor                 | Gaetano Fraschini                                                                 |
| BO: Amelia, esposa de Renato, enamorada de Riccardo SW: Amelia, esposa de Anckarström, enamorada de Gustavo                                                               | soprano               | Eugenia Julienne-Dejean                                                           |
| BO: Renato, esposo de Amelia y secretario de Riccardo, mejor amigo y confidente SW: Conde Anckarström, esposo de Amelia y secretario de Gustavo, mejor amigo y confidente | barítono              | Leone Giraldoni                                                                   |
| BO: Oscar, paje de Riccardo SW: Oscar, paje de Gustavo | soprano de coloratura | Pamela Scotti                                                                     |
| BO: Ulrica SW: Madame Arvidson, una adivinadora | contralto             | Zelina Sbriscia                                                                   |
| Un juez | tenor                 | Giuseppe Bazzoli                                                                  |
| BO: Silvano SW: Cristiano | bajo                  | Stefano Santucci                                                                  |
| Sirvienta de Amelia | tenor                 | Luigi Fossi                                                                       |
| BO: Samuel SW: Conde Ribbing | bajo                  | Cesare Rossi                                                                      |
| BO: Tom SW: Conde Horn | bajo                  | Giovanni Bernardoni                                                               |

## Argumento

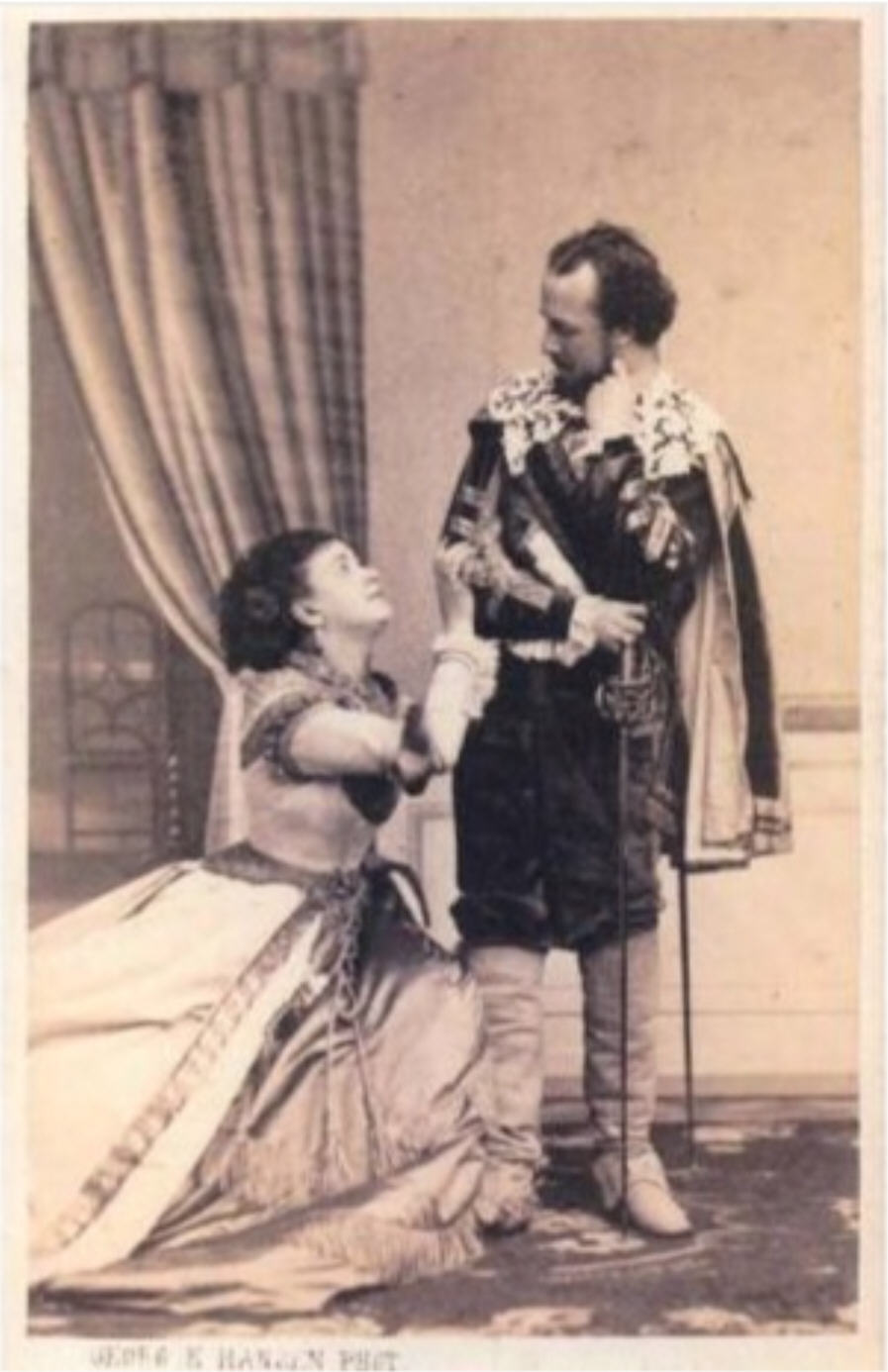
Mariano Padilla y Ramos y Sarolta de Bujanovis en Copenhague.

### Acto I
Escena 1:
Antecámara del despacho de Riccardo.

Hay rumores de una conspiración contra el despreocupado gobernador Riccardo. Lo interrumpe su paje Óscar, quien le trae la lista de los invitados al baile de máscaras que está organizando. El gobernador recuerda entonces que entre los invitados está Amelia, una mujer a la que ama en silencio y que está casada con su amigo íntimo Renato. Precisamente en esos momentos llega este, a prevenirle de la conspiración y a darle el nombre de los sospechosos, información que el gobernador le prohíbe revelarle puesto que no teme por su vida. Un juez informa al gobernador Riccardo, que pretende aprehender a Ulrica, una conocida adivina, por sus prácticas prohibidas. El gobernador le indica que irá personalmente a comprobar si la acusada merece algún castigo. Irá de incógnito e invita a los presentes a que lo acompañen.
Escena 2:
Cobertizo de Ulrica.

En la morada de la hechicera, el gobernador disfrazado de pescador escucha cómo un marinero se queja ante ella de la falta de reconocimiento de sus superiores y ella le vaticina que esa situación cambiará pronto. Riccardo decide hacer algo al respecto, escribiendo una nota de ascenso para el marinero e introduciéndola subrepticiamente en sus bolsillos. El marinero luego la encuentra y todos se sorprenden por los poderes de la hechicera. Inesperadamente llega Amelia y Riccardo se oculta mientras todos los demás son desalojados. Amelia confiesa a la bruja su amor imposible por Riccardo y le pide ayuda para olvidarlo, sin saber que el mismo gobernador la está escuchando, emocionado por saber que su amor es correspondido. La hechicera le indica que vaya a medianoche al campo de ejecuciones para consumir una hierba que hará que abandone esos sentimientos. Amelia se marcha y todos los demás regresan a escena. Riccardo decide seguir con su misión, presentándose ante la hechicera como un humilde pescador que quiere saber lo que le depara el futuro. Ella revisa sus manos y le indica que tenga cuidado, que la próxima persona que estreche sus manos lo asesinará. Incrédulo el rey ofrece su mano a los presentes pero nadie quiere estrecharla. En esos momentos llega Renato, quien inocentemente saluda al gobernador dándole las manos. Es suficiente prueba para Riccardo, quien decide revelar su identidad y dejar en paz a la supuesta hechicera, a quien ahora considera sólo una inofensiva farsante porque está seguro de que su mejor amigo jamás le haría daño. Ella, sin embargo, insiste en que hay más de uno, entre los presentes, que quiere atentar contra él.

### Acto II
En el campo de ejecuciones, a medianoche, Amelia está siguiendo las indicaciones de la hechicera mientras medita sobre su amor y su suerte. Entonces llega Riccardo quien, ya confiado por lo que le escuchó decir frente a la hechicera, decide hablar de sus sentimientos. Luego de dudarlo ella revela lo que siente su corazón pero también lo imposible que es consumarlo. Renato, aún preocupado por la seguridad del gobernador, lo ha seguido y al encontrarlo allí con una mujer (a quien no reconoce puesto que ella se cubre el rostro) le pide al gobernador que huya, que tiene informes de que los conspiradores lo siguen. El gobernador asiente pero le pide a su amigo que le jure que llevará a esa mujer a la ciudad sin pedirle que revele su rostro. Su amigo acepta y urge al gobernador a marcharse. Renato y Amelia inician el retorno cuando los conspiradores Tom y Sam los sorprenden preguntando por el gobernador. Al final Amelia debe descubrirse y Renato, horrorizado y avergonzado, asume que su esposa lo engaña con el gobernador. Todos salen de escena en medio de la burla general y la vergüenza de los esposos.

### Acto III
Escena 1:
Despacho en casa de Renato.

En casa de Renato, este, lleno de ira, discute con su mujer a quien acusa de infiel y a quien indica que le dará muerte en castigo. Amelia desesperada le ruega que le permita antes despedirse de su único hijo. Su esposo le pide que vaya entonces a verle, y al quedarse solo reflexiona en medio de su dolor que no es la sangre de la mujer que ama lo que lavará la ofensa, sino la del gobernador. Ha hecho venir a los sospechosos Tom y Sam a su casa. Los encara y les muestra las pruebas que tiene contra ellos. Cuando estos creen que ya no tienen escapatoria, Renato les dice que quiere unirse a la conjura. Elegirán quien debe matar al gobernador en un sorteo con una urna y papeles con los nombres de cada uno. Es entonces cuando retorna Amelia a quien le piden sacar un papel de la urna. Sale el nombre de Renato. Oscar llega entonces a entregarles a todos invitaciones para el baile de máscaras. Al saber que el gobernador estará presente los conjurados convienen que será allí donde actuarán. Irán embozados y la contraseña será la palabra "muerte". Amelia ha adivinado las intenciones de su esposo y se promete a sí misma salvar a Riccardo. 
Escena 2:
Despacho de Riccardo que conduce al salón de baile.

Riccardo medita sobre su inútil pasión. Decide que lo mejor es enviar a su mejor amigo de vuelta a Inglaterra con su esposa. (R.: Forsè la soglia!... A.: Ma se m'è forza). Oscar entra a la escena y le entrega un papel que dice que le dio una dama misteriosa. En el papel Riccardo lee que lo querrán matar en el baile. No hace caso de la advertencia: tiene que ir, para ver por última vez a su amada imposible.
En medio del baile todos están disfrazados. Renato intenta sonsacarle a Oscar cuál es el disfraz del gobernador mientras Amelia encuentra a Riccardo y trata de convencerlo de que se marche por el peligro que corre. Este aprovecha la ocasión para despedirse y anunciarle que ella se marchará pronto con su esposo. Alguien escucha su adiós: es Renato, quien se acerca y apuñala al gobernador. Oscar reconoce al asesino, los presentes lo capturan y lo desenmascaran ante la incredulidad general. Se escuchan clamores de castigo pero el gobernador, que aún vive, pide que lo dejen. Le jura a su amigo que nunca pasó nada entre él y Amelia y que en sus manos está la prueba: la carta de su ascenso donde los envía a otras tierras. Entre el lamento general, el gobernador ordena el perdón para todos antes de morir.

## Aspectos generales
Un baile de máscaras es una de las obras sobresalientes del "segundo período" verdiano, y al mismo tiempo una ópera muy asequible para el gran público.
La ópera es generosa en momentos de lucimiento para los protagonistas con números donde pueden destacar tanto Riccardo (La rivedra nell'estasi , la famosa barcarola con coros Di’ tu se fedele il flutto m’a spetta o el aria Ma se m'è forza perderti), Renato (con Alla Vita Che T'arride y, sobre todo, la gran aria Alzati! là tuo figlio...Eri tu ), Amelia (la gran aria Ecco l'orrido campo ove s'accoppia del acto II o la dolorosa Morrò - ma prima in grazia ), Ulrica (Re dell'abisso, affrettati) o varios de ellos a la vez, con gran participación del coro (como en el scherzo od è follia en el Acto I) o sin él (como uno de los grandes dúos de amor de Verdi, Teco io sto - Gran Dio!, entre Amelia y Riccardo en el segundo acto). 
En cuanto a sus posibilidades teatrales, Un baile de máscaras ofrece suficiente material para los directores de escena. Los escenarios incluyen el palacio del gobernador, la guarida de una hechicera, un patíbulo a media noche y un baile de máscaras. El drama fluye de manera coherente bajo la sombra de un amor imposible, los celos, la traición y el crimen, todo ello con ciertos tintes sobrenaturales personificados en la hechicera y sus profecías. Ofrece asimismo algunos subtextos muy ricos como el tema de "las máscaras" (Riccardo se disfraza para visitar a la hechicera y Amelia hace lo mismo en el segundo cuadro del primer acto; en el segundo acto Amelia se cubre el rostro al ser sorprendida por su esposo para que este no la reconozca; en el tercero el drama termina en una gran fiesta de disfraces en medio de la cual se comete el magnicidio y se revelan todas las verdades ocultas en la obra). Además la obra exige actuaciones convincentes, por lo menos en los tres personajes protagonistas y en el paje Oscar. Precisamente este último es de alguna manera una novedad en el arte de Verdi quien por primera vez usaba un personaje de matices humorísticos en medio de un drama; un personaje al que el compositor regala tres amplios momentos de lucimiento vocal y dramático.

## Grabaciones
| Año  | Elenco (Riccardo, Amelia, Renato, Oscar, Ulrica)                                        | Director, Teatro de ópera y orquesta                                                                                           | Sello discográfico |
| ---- | --------------------------------------------------------------------------------------- | --- | --- |
| 1940 | Jussi Björling, Zinka Milanov, Alexander Svéd, Stella Andreva, Bruna Castagna           | Ettore Panizza, Coro y orquesta de la Metropolitan Opera (Grabado en la Metropolitan Opera House, 14 de diciembre)             | Audio CD: Myto Cat: 2 CD 00008 (lanzado 2008)                                                                                                 |
| 1944 | Jan Peerce, Zinka Milanov, Leonard Warren, Kerstin Thorborg, Frances Greer              | Bruno Walter, Coro y orquesta de la Metropolitan Opera (Grabado en la Metropolitan Opera House, 15 de enero)                   | Audio CD: Bensar Cat: OL 11544 |
| 1954 | Jan Peerce, Herva Nelli, Robert Merrill, Virginia Haskins, Claramae Turner              | Arturo Toscanini, Orquesta Sinfónica de la NBC y la Robert Shaw Chorale                                                        | Audio CD: RCA Cat: 2 MCD 052 H 100 |
| 1956 | Giuseppe di Stefano, Maria Callas, Tito Gobbi Eugenia Ratti, Fedora Barbieri            | Antonino Votto, Coro y orquesta de La Scala, Milán                                                                             | Audio CD: EMI Classics Cat: EX 290925-5 |
| 1957 | Giuseppe di Stefano, Maria Callas, Ettore Bastianini Eugenia Ratti, Giulietta Simionato | Gianandrea Gavazzeni, Coro y orquesta de La Scala, Milán (Grabación de una representación en La Scala)                         | Audio CD: EMI Classics Cat: B000069V83 |
| 1960 | Carlo Bergonzi, Birgit Nilsson, Cornell MacNeil, Sylvia Stahlman, Giulietta Simionato   | Georg Solti, Coro y orquesta de la Academia de Santa Cecilia                                                                   | Audio CD: Decca Cat: 475 8278; 000829602 (USA)                                                                                                |
| 1966 | Carlo Bergonzi, Leontyne Price, Robert Merrill, Reri Grist, Shirley Verrett             | Erich Leinsdorf Coro y orquesta de la Ópera Italiana de la RCA                                                                 | Audio CD: RCA Victor Cat: GD 86645 (UK) |
| 1970 | Luciano Pavarotti, Renata Tebaldi, Sherrill Milnes, Helen Donath, Regina Resnik         | Bruno Bartoletti Coro y orquesta de la Academia de Santa Cecilia, Roma                                                         | Lanzamiento original en LP: SET 484-6 (3 elepés) Lanzamiento en cedé: 440 042-2 DMO2 (2 cedés) Relanzamiento en cedé: 460 762-2 DF2 (2 cedés) |
| 1975 | Plácido Domingo, Katia Ricciarelli, Piero Cappuccilli, Reri Grist, Elizabeth Bainbridge | Claudio Abbado, Coro y orquesta de la Royal Opera House (Grabación de una representación en el Covent Garden, 8 de febrero)    | DVD: Kultur Video Cat:D 2071 (USA); Covent Garden Pioneer Cat: B 12373-01 (Europa)                                                            |
| 1975 | José Carreras, Montserrat Caballé, Renato Bruson, Margherita Guglielmi, Ruza Baldani    | Francesco Molinari-Pradelli, Coro y orquesta de La Scala (Grabación de una representación en La Scala, 18 de febrero)          | Audio CD: Opera d'Oro Cat: OPD 7048 |
| 1979 | José Carreras, Montserrat Caballé, Ingvar Wixell, Sona Ghazarian, Patricia Payne        | Sir Colin Davis, Coro y orquesta de la Royal Opera House                                                                       | Audio CD: Philips Cat: 426 560-2 |
| 1980 | Luciano Pavarotti, Katia Ricciarelli, Louis Quilico, Judith Blegen, Bianka Berini       | Giuseppe Patanè, Coro y orquesta de la Metropolitan Opera                                                                      | DVD: Decca Cat: 074 3227 |
| 1985 | Luciano Pavarotti, Margaret Price, Renato Bruson, Kathleen Battle, Christa Ludwig       | Sir Georg Solti, Orquesta Filarmónica Nacional, coro del Junior Department del Royal College of Music Coro de Ópera de Londres | Audio CD: Decca Lanzamiento original en cedé: 410 210-2 DH2                                                                                   |
| 1985 | Plácido Domingo, Katia Ricciarelli, Renato Bruson, Edita Gruberová, Yelena Obraztsova   | Claudio Abbado, Coro y orquesta de La Scala                                                                                    | Audio CD: Deutsche Grammophon Cat: 453 148-2                                                                                                  |
| 1990 | Plácido Domingo, Josephine Barstow, Leo Nucci, Sumi Jo, Florence Quivar                 | Georg Solti, Orquesta Filarmónica de Viena Coro de la Ópera Estatal de Viena                                                   | DVD: TDK Video Cat: 8 24121 00109 4 |
| 1991 | Luciano Pavarotti, Aprile Millo, Leo Nucci, Harolyn Blackwell, Florence Quivar          | James Levine, Coro y orquesta de la Metropolitan Opera                                                                         | DVD: Deutsche Grammophon Cat: 073 029-9 (Europa); DG 001086309 (073 4455)                                                                     |
| 2005 | Massimiliano Pisapia, Chiara Tagi, Franco Vassallo, Anna Maria Chiuri, Eunyee You       | Riccardo Chailly, Gewandhausorchester (Grabación en vídeo de una representación en la ópera de Leipzig, noviembre)             | DVD: EuroArts Cat: 0880242551085 |